# Four-i Vitalis
Four-i Vitalis (latinul: Vitalis de Furno, franciául: Vital de Four, Vitalis de Furca), (Bazas, 1260 – Avignon, 1327) középkori francia teológus és filozófus.
Ferences rendi szerzetes volt, és Quaestio disputaták maradtak fenn tőle. Ezekben Aquaspartai Máté, John Peckham, Roger Marston, Genti Henrik, és Római Aegidius tanítását használta fel saját nézeteinek kifejtéséhez.

## Bővebb irodalom
- Étienne Gilson: A középkori filozófia története. Budapest: Kairosz Kiadó. 2015.  ISBN 9789636627850 , 486–488. o.